# Bernardo Redín
Bernardo Redín   (Cali, 26 de febrer de 1963) és un exfutbolista i entrenador colombià de la dècada de 1980.
Fou 40 cops internacional amb la selecció de Colòmbia amb la qual participà en el Mundial de 1990.
Pel que fa a clubs, defensà els colors de Deportivo Cali, CSKA Sofia, América de Cali i Deportes Quindío.
Trajectòria com a entrenador:
- 2002-2003: Atlético Huila
- 2004: Deportivo Cali
- 2004-2005: Atlético Huila
- 2006: América de Cali
- 2007: Monagas
- 2008: The Strongest
- 2008-2009: Deportivo Pasto
- 2010-2011: Academia
- 2012: Atlético Bucaramanga